# 大细梗胡枝子
大细梗胡枝子（学名：Lespedeza virgata var. macrovirgata）为豆科胡枝子属下的一个变种。

## 产地分布
布于湖北、湖南、山东、山西、河北、陕西、江西、福建、安徽、河南、四川等省。主产于湖北、湖南、江西、四川，野生。

## 扩展阅读
- 維基物種上的相關：大细梗胡枝子